# Sysyphus
 (octobre 2007).
Ne doit pas être confondu avec Sisyphe.
Pistes de Ummagumma
A Saucerful of Secret (Live)
(4) Grantchester Meadows
(6)
Sysyphus est une composition en quatre parties de Richard Wright, claviériste du groupe rock progressif britannique Pink Floyd, paru sur leur album de 1969 Ummagumma. Courte symphonie progressive d'environ treize minutes, elle prend pour point de départ le mythe grec de Sisyphe.

## La tranche de mythologie
Sysyphus ("Sisyphe" en français) est le fils d'Éole et d'Énarété et le fondateur et roi de la ville de Corinthe. Un jour, il voit Zeus enlever Égine, la fille de son ami Asopos, le dieu fleuve, et se met en devoir de l'informer. Zeus, ayant la délation en horreur, envoie la Mort (Thanatos) punir Sisyphe pour l'avoir dénoncé. Mais celui-ci, habile, réussit à se déjouer d'elle. Hermès intervient et obtient la reddition de Sisyphe, qui le suit aux Enfers tandis que tout rentre dans l'ordre pour la Mort. Mais le roi de Corinthe est aussi un rien roublard, et avant de partir pour le domaine d'Hadès, il ordonne à sa femme Mérope la Pléiade (une des 7 Pléiades) de ne célébrer aucun cérémonial funèbre autour de sa dépouille, et de laisser celle-ci sans sépulture, ce que blâment sans détour les Dieux. Aussi, parvenu devant Hadès, il obtient de celui-ci de revenir parmi les vivants afin de mettre bon ordre à tout cela, et de punir Mérope de cette négligence impie. Revenu sur Terre, il ne se montre pas pressé de retourner chez Hadès, et vit tranquillement jusqu'à un âge avancé, jusqu'au jour où il se décide à lui rendre visite. Ce jour-là, les dieux le jugent et le punissent sévèrement : Sisyphe est alors condamné dans le Tartare à rouler un énorme rocher jusqu'au sommet d'une montagne où, inévitablement, ce dernier retombe de l'autre côté, obligeant Sisyphe à renouveler éternellement son supplice.
Cet archétype du héros qui a voulu échapper à la mort, mais qui n'a pu réussir à conquérir l'immortalité, ce symbole de l'absurde inhérent à la condition humaine selon Albert Camus (essai philosophique Le Mythe de Sisyphe, 1942) a donc inspiré le claviériste de Pink Floyd.

## Dupéplumaufree jazz
Cette légende donne à Wright l'occasion de composer un poème musical instrumental en plusieurs parties, aux climats tous différents. Antiquité oblige, l'intro a indéniablement un côté péplum : un son de cuivres réalisé au mellotron, offrant un rythme lent et solennel bien martelé. Le thème de cette introduction servira aussi de final : Sisyphe mourant pour ainsi dire deux fois, ce thème peut évoquer ses deux décès, Wright ayant choisi d'illustrer assez librement ce qui se passe entre-temps. 
Un piano d'abord très mélodique et plutôt swing, qui semble peu à peu perdre les pédales, semble évoquer la première arrivée de Sisyphe aux Enfers. Le Tartare que nous expose ensuite Wright n'a rien de réjouissant : sons entrechoqués, cris, ambiance oppressante, cette séquence aux couleurs free-jazz rappelle un peu la Pink Jungle de la suite The Journey. C'est dans cette atmosphère de cauchemar que Sisyphe rencontre Hadès et obtient de lui la permission de revenir sur Terre. 
Contraste total : climat zen, longues nappes moelleuses de mellotron, paisibles meuglements de vaches.
Mais cette période ne dure pas, et les dieux, d'un bel accord discordant, rappellent Sisyphe à l'ordre. Le retour aux Enfers est rude : Sisyphe va devoir rouler son rocher pour l'éternité. Le thème du début revient et clôt la parenthèse.

## Un poème symphonique rock
Dans le cadre du "devoir" que Wright s'est imposé en même temps qu'il l'a proposé à ses camarades, à savoir la composition d'une demi-face de 33 tours chacun en solo (car l'idée, paraît-il, est de lui[réf. nécessaire]), Sysyphus se présente comme une sorte de terrain expérimental, une exploration tous azimuts des directions musicales que peut prendre Pink Floyd, un an et demi après le départ de son fondateur Syd Barrett. On y perçoit d'ailleurs plusieurs orientations que l'on retrouvera un peu plus tard, et notamment dans Atom Heart Mother, dont Sysyphus apparaît comme une sorte d'esquisse. Mais on y perçoit cependant une grande absente : la guitare, qui, par ailleurs, occupera d'ici peu une place toujours croissante dans les autres créations du groupe. Cette absence est d'ailleurs une constante dans les compositions puis dans les disques solo de Wright. Il a pourtant débuté à ce poste au sein du Pink Floyd préhistorique, nommé alors Tea Set ou Architectural Abdabs selon l'inspiration du moment.
Mais en même temps que Sysyphus se présente comme un champ d'expérimentation musicale, cette pièce s'inscrit en droite ligne des compositions d'auteurs du XIXe siècle tels que Moussorgski, Smetana, Dvořák ou Mendelssohn (auquel Pink Floyd empruntera même le titre d'une composition, Fingal's Cave sur Zabriskie Point), dont les poèmes symphoniques se présentaient comme de véritables peintures musicales (cf. les célèbres Tableaux d'une exposition de Moussorgski). On peut bien sûr évoquer aussi Rachmaninov, Debussy,  Berlioz et sa Symphonie Fantastique qui, comme Sysyphus, raconte une histoire. Le Sacre du Printemps de Stravinsky n'est pas loin non plus. La composition de Wright est un prolongement de cette tradition classique de la musique dite descriptive, ce qui n'est guère étonnant de sa part, lui qui est dans ce quatuor, celui qui a reçu vraisemblablement la formation musicale la plus sérieuse et la plus solide. C'est lui qui, à cette époque, domine le "son floydien".

## Sur scène
Sysyphus ne sera donnée en concert qu'une seule fois, semble-t-il, le 11 février 1970, à Birmingham. Cette version est très étonnante par son interprétation assez libre et sobre. On n'y retrouve que le thème d'ouverture et de clôture, l'entre-deux étant occupé par un solo de piano. C'est une curiosité pour les collectionneurs de disques pirates (bootlegs). Il en existe un bref extrait enregistré à l'occasion de l'émission Tomorrow's World de la BBC. 

## Personnel
- Richard Wright : piano, Mellotron, orgue Hammond, basse, percussions, effets sonores